# مایکل هیگز
مایکل هیگز (انگلیسی: Michael Higgs؛ زادهٔ ۱۴ فوریهٔ ۱۹۶۲) یک هنرپیشه اهل بریتانیا است. وی از سال ۱۹۹۶ میلادی تاکنون مشغول فعالیت بوده‌است.
از فیلم‌ها یا برنامه‌های تلویزیونی که وی در آن نقش داشته است می‌توان به بازی‌های ترور اشاره کرد.